# كالفين برينت
كالفين برينت (بالإنجليزية: Calvin Brent)‏ هو مهندس معماري أمريكي، ولد في 1854 في واشنطن العاصمة في الولايات المتحدة، وتوفي في 1899.